# Vodní pólo na mistrovství Evropy v plaveckých sportech 1991
Zápasy ve vodním pólu na mistrovství Evropy v plaveckých sportech za rok 1991 proběhly v Athénách, Řecko ve dnech 17. až 25. srpna 1991.

## Československá stopa
V nominaci bylo 13 hráčů. Juraj Kula (*1959) z , Róbert Radič (*???) z , Ladislav Vidumanský st. (*1961) z , Tomáš Bundschuh (*1965) z , Karol Mikuš (*???) z , Vidor Borsig (*1963) z , Peter Horňák (*1964) z , Roman Poláčik (*) z , Jaroslav Richter (*1964) z , Róbert Káid st. (*1969) z , Peter Veszelits (*1969) z , Szabolcs Eschwig (*1962) z , Pavol Dinžík (*1971) z . Trenér Ladislav Bottlik.
Zápasy ve skupinách:
- TCH – TUR 13:10 (2:6, 4:3, 4:4, 3:0), Branky TCH: ???
- TCH – HUN 12:16 (1:4, 2:4, 6:5, 3:3), Branky TCH: ???
- TCH – ITA 9:17 (4:2, 1:5, 2:5, 2:5), Branky TCH: ???
- TCH – ROU 13:19 (???), Branky TCH: ???
- TCH – FRA 11:9 (3:2, 3:4, 3:3, 2:0), Branky TCH: ???
- TCH – URS 10:14 (1:6, 2:3, 3:4, 4:1), Branky TCH: ???

o 9. místo:
- TCH – NED 14:18 (???), Branky TCH: ???

## Medailisté
| Muži | Zlato | Stříbro | Bronz |
| ---- | --- | --- | --- |
| Tým  | Jugoslávie (YUG) (Dušan Cirković, Igor Gočanin, Viktor Jelenić, Igor Milanović, Vitomir Padovan, Dušan Popović, Goran Rađenović, Nikola Ribić, Aleksandar Šoštar, Vaso Subotić, Milan Tadić, Veljko Uskoković, Mirko Vičević, Željko Vičević, Predrag Zimonjić)                            | Španělsko (ESP) (Jesús Miguel Rollán, Sergio Pedrerol, Marco Antonio González, Manuel Silvestre, Manuel Estiarte, Daniel Ballart, Josep Picó, Ignacio Lobera, Jordi Sans, Salvador Gómez, Miki Oca, Rubén Michavila, Pedro García, Ricardo Sánchez, Ramón Valls)                                                          | Sovětský svaz (URS) (Alexandr Čigir, Andrej Belofastov, Alexej Vdovin, Alexandr Kolotov, Sergej Naumov, Nikolaj Kozlov, Sergej Ivlev, Dmitrij Apanasenko, Maxim Apanasenko, Serghei Marcoci, Andrij Kovalenko, Vladimir Karabutov, Oleg Puzankov, ??? (n), ??? (n))                                                         |
| Ženy | Zlato | Stříbro | Bronz |
| Tým  | Maďarsko (HUN) (Katalin Dancsaová, Laura Gruberová, Zsuzsanna Huffová, Zsuzsanna Kertészová, Ildikó Kókaiová, Katalin Nagyová, Irén Rafaelová, Ildikó Rónaszékiová, Mercédesz Stieberová, Orsolya Szalkayová, Csilla Szamosiová, Ildikó Takácsová, Noémi Tóthová, Edit Vinczeová, ??? (n)) | Nizozemsko (NED) (Karla Pluggeová, Hellen Boeringová, Edmée Hiemstraová, Janny Spijkerová, Monique Kranenburgová, Angelique Beijaardová, Alice Lindhoutová, Karin Kuipersová, Esmeralda van den Waterová, Patricia Megensová, Rianne Schramová, Marjan op den Veldeová, Sandra Scherrenburgová, Hedda Verdamová, ??? (n)) | Itálie (ITA) (Francesca Contiová, Claudia Vinciguerraová, Carmela Allucciová, Stefania Lariucciová, Flavia Villaová, Monica Vaillantová, Antonella Di Giacintová, Cristina Consoliová, Neira Marsiliová, Giusi Malatová, Nicoletta Abbateová, Sonia Magarelliová, Monica Canettiová, Monica Petrucciová, Martina Miceliová) |

pozn. Dva hráči ze sestav byli nehrajícími náhradníky tj. náhradníci na tribuně, nebo necestujující náhradníci připraveni na telefonu dorazit v případě zranění.